# Pariana radiciflora
Pariana radiciflora là một loài thực vật có hoa trong họ Hòa thảo. Loài này được Sagot ex Döll mô tả khoa học đầu tiên năm 1877.